# Pfeilerbahn Hamburg

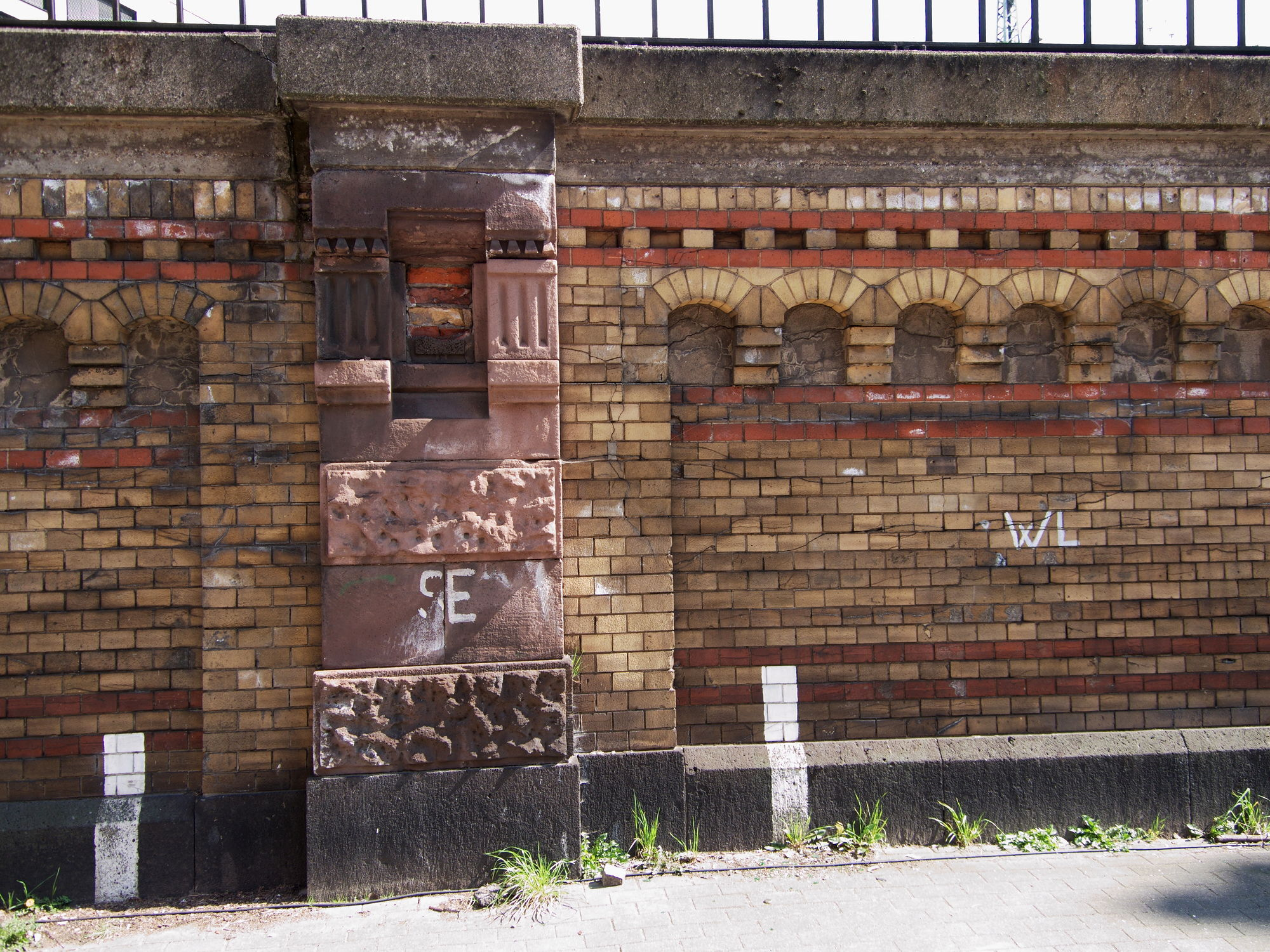
Gemauerte Stütze

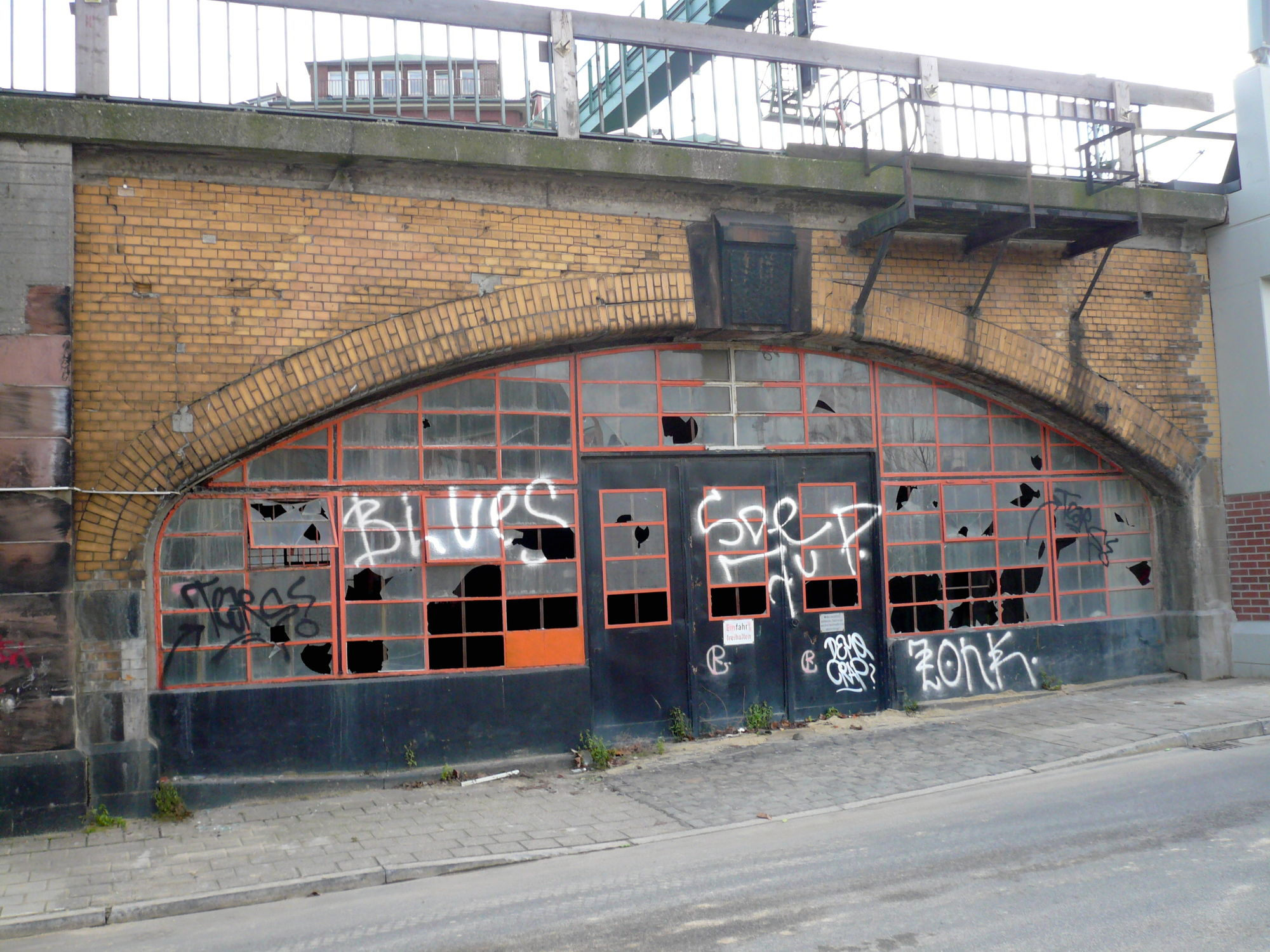
Genutztes Gewölbe

Die Pfeilerbahn war ein Viadukt auf dem Grasbrook zwischen der Oberhafenbrücke und der Norderelbe in der heutigen Hamburger HafenCity.

## Beschreibung und Verlauf
Die Pfeilerbahn lag als Teil der Bahnstrecke Wanne-Eickel–Hamburg auf dem Grasbrook. Das Viadukt hatte, zusammen mit zwei Kreuzungsbauwerken, eine Länge von 1,1 Kilometern und war damit das größte Steinviadukt Hamburgs. Es bestand aus 126 gemauerten Steingewölben mit einer lichten Weite von jeweils fünf Metern. Da das Bauwerk durch die Gleisanlagen des Hauptgüterbahnhofs führte, hatte es im östlichen und westlichen Teil jeweils eine schräge Durchfahrt für hier verkehrende Güterzüge. Über das Viadukt führten hochgelegte Fernbahngleise auf dem Streckenabschnitt zwischen den Norderelbbrücken und dem Hamburger Hauptbahnhof.

## Geschichte
Erbaut wurde die Pfeilerbahn von 1902 bis 1904. Auf der Pfeilerbahn bestanden ab 1908 zwei Haltepunkte für den Vorortverkehr: Elbbrücken nördlich der Norderelbbrücke (eröffnet am 1. Juli 1908) und Oberhafen südlich der Oberhafenbrücke (eröffnet am 1. Mai 1908). Beide wurden schon um 1940 aufgegeben. Um 1928 wurde das Bauwerk verstärkt. Bei laufendem Betrieb wurde dabei neues Mauerwerk vor die Pfeiler gesetzt. Man spannte somit zwei Steine starke neue Bögen unter die bereits vorhandenen. Das neue Gewölbe wurde mit geringem Abstand zum bereits vorhandenen Gemäuer errichtet und durch Einrichtung von Behelfsbrücken jeweils ein Bogen entlastet. Dies war notwendig, da die passierenden Züge sonst das Abbinden des Mörtels erschwert hätten. Während dieser Baumaßnahmen wurden die Gewölbe neu isoliert. 
Später wurden einige Gewölbe des Viadukts mit Beton stabilisiert und das Bauwerk mit Stahlträgern und Stahlbeton versehen. 1964 wurde der Streckenabschnitt elektrifiziert. Im Rahmen der Baumaßnahmen wurden die alten Brüstungen abgerissen. Auf die angesetzten Fertigteilträger aus Beton wurden die Masten der Oberleitung gesetzt.
Von 2007 bis 2009 wurde die sanierungsbedürftige Pfeilerbahn abgerissen und durch ein neues, mit Stahlspundwänden eingefasstes Erdbauwerk mit einem Beton-Rahmenbauwerk für den kreuzenden Schienenverkehr ersetzt. Über das bis zu 7,6 Meter hohe Bauwerk führen zwei Gleise.